# Joe Kennaway
Joe Kennaway (Montréal, 25 gennaio 1905 – Johnston, 7 marzo 1969) è stato un allenatore di calcio e calciatore canadese con cittadinanza scozzese naturalizzato statunitense, di ruolo portiere.

## Biografia
Nato in Canada, spese la sua carriera sportiva tra il paese nativo, la Scozia e gli Stati Uniti d'America, stato d'origine della moglie e nazione di cui prenderà cittadinanza nel 1948.
Nel 1997 è stato inserito nella New England Soccer Hall of Fame e nel 2000 nella Canada Soccer Hall of Fame.

## Carriera

### Calciatore

#### Club
Inizia la carriera agonistica nella città nativa con il CPR Montréal, sodalizio appartenente alla Canadian Pacific Railway. Nel 1927 si trasferisce negli Stati Uniti d'America per giocare nel Providence FC, società che cambiò nome in Providence Gold Bugs e poi trasferita dapprima a Fall River, dando origine al Fall River, e poi a Bedford, ridando vita ai New Bedford Whalers. Durante la sua carriera negli Stati Uniti ottenne due secondi posti, uno con i Bugs nell'autunno 1929 ed uno con i Whalers nella stagione 1931.
Nel 1931 viene chiamato a sostituire il deceduto John Thomson dal tecnico degli scozzesi del Celtic Willie Maley, che ne era rimasto favorevolmente impressionato durante la tournée nordamericana del club di Glasgow tenutasi nella primavera di quell'anno. Ottiene il suo primo successo nel 1932, vincendo la sua prima Scottish Cup. Nella stagione 1935-1936 vince il suo primo campionato, a cui segue l'anno dopo il secondo successo in Scottish Cup. Nella stagione 1937-1938 Kennaway vince il suo secondo titolo e l'Empire Exhibition Trophy.

#### Nazionale
Nel 1926 ha giocato un incontro con la nazionale di calcio del Canada.
Quando si trasferì in Scozia, nel 1933 accettò di giocare nella nazionale gaelica.

### Allenatore
Allo scoppio della seconda guerra mondiale Kennaway tornò in patria per poi trasferirsi nel Rhode Island, ove divenne l'allenatore della rappresentativa calcistica della Brown University, subentrando a Sam Fletcher.

## Statistiche

### Cronologia presenze e reti in Nazionale
| Cronologia completa delle presenze e delle reti in nazionale ― Canada | Cronologia completa delle presenze e delle reti in nazionale ― Canada | Cronologia completa delle presenze e delle reti in nazionale ― Canada | Cronologia completa delle presenze e delle reti in nazionale ― Canada | Cronologia completa delle presenze e delle reti in nazionale ― Canada | Cronologia completa delle presenze e delle reti in nazionale ― Canada | Cronologia completa delle presenze e delle reti in nazionale ― Canada | Cronologia completa delle presenze e delle reti in nazionale ― Canada |
| Data                                                                  | Città                                                                 | In casa                                                               | Risultato                                                             | Ospiti                                                                | Competizione                                                          | Reti                                                                  | Note                                                                  |
| --------------------------------------------------------------------- | --------------------------------------------------------------------- | --------------------------------------------------------------------- | --------------------------------------------------------------------- | --------------------------------------------------------------------- | --------------------------------------------------------------------- | --------------------------------------------------------------------- | --------------------------------------------------------------------- |
| 6-11-1926                                                             | New York                                                              | Stati Uniti                                                           | 6 – 2                                                                 | Canada                                                                | Amichevole                                                            | -6                                                                    |                                                                       |
| Totale                                                                |                                                                       | Presenze                                                              | 1                                                                     |                                                                       | Reti                                                                  | -6                                                                    |                                                                       |

| Cronologia completa delle presenze e delle reti in nazionale ― Scozia | Cronologia completa delle presenze e delle reti in nazionale ― Scozia | Cronologia completa delle presenze e delle reti in nazionale ― Scozia | Cronologia completa delle presenze e delle reti in nazionale ― Scozia | Cronologia completa delle presenze e delle reti in nazionale ― Scozia | Cronologia completa delle presenze e delle reti in nazionale ― Scozia | Cronologia completa delle presenze e delle reti in nazionale ― Scozia | Cronologia completa delle presenze e delle reti in nazionale ― Scozia |
| Data                                                                  | Città                                                                 | In casa                                                               | Risultato                                                             | Ospiti                                                                | Competizione                                                          | Reti                                                                  | Note                                                                  |
| --------------------------------------------------------------------- | --------------------------------------------------------------------- | --------------------------------------------------------------------- | --------------------------------------------------------------------- | --------------------------------------------------------------------- | --------------------------------------------------------------------- | --------------------------------------------------------------------- | --------------------------------------------------------------------- |
| 29-11-1933                                                            | Glasgow                                                               | Scozia                                                                | 2 – 2                                                                 | Austria                                                               | Amichevole                                                            | -2                                                                    |                                                                       |
| Totale                                                                |                                                                       | Presenze                                                              | 1                                                                     |                                                                       | Reti                                                                  | -2                                                                    |                                                                       |

## Palmarès

### Competizioni nazionali
- Campionato scozzese: 2

Celtic: 1936, 1938
- Coppa di Scozia: 2

Celtic: 1932, 1937

### Competizioni internazionali
- Empire Exhibition Trophy: 1

Celtic: 1938